# Conrad Falkenberg
Conrad Falkenberg af Trystorp (skrev själv sitt namn Conradt von Falkenberch), född 12 december 1591 på Ergemes slott i Lettland, död 24 mars 1654 i Stockholm, var en svensk ämbetsman.

## Biografi
Conrad Falkenberg var son till Henrik Falkenberg. Han växte upp på slottet Ermeges men bortskickades därifrån i samband med att striderna blev allt hårdare i området, först till Ösel 1602 och sedan till Reval. 1603 kom han till Sverige och det då av fadern erhållna godset Trystorp. 1605 blev han hovpage hos Drottning Kristina. 1609–1615 företog han utländska resor och följde hertig Karl Filip på en resa till Tyskland 1617. Han naturaliserades 1625 som svensk adelsman av grenen Falkenberg af Trystorp.
Han utbildades därefter i den svenska hären, där han 1623 utnämndes till kapten vid Södermanlands regemente. Åren 1628–32 var han handelskommissarie i Holland och blev 1633 kammarråd, 1637–45 landshövding i Kalmar län och på Öland och 1651 riksråd. Åren 1652–53 var han  rikskammarråd. 
Han bildade gården Skagersholm i Finnerödja socken i Tiveden genom uppköp och sammanläggning av fyra mindre gårdar. 

### Familj
Falkenberg gifte sig 1633 med Catharina Bonde (1617–1652), dotter av riksrådet Carl Bonde och Beata Oxenstierna af Eka och Lindö. De fick tillsammans barnen landshövdingen Henrik Falkenberg af Trystorp (1634–1691), studenten Magnus Johan Falkenberg af Trystorp (1635–1669), studenten Gustaf Adolf Falkenberg af Trystorp (1636–1651), Elisabet Falkenberg af Trystorp (död 1639), Anders Falkenberg af Trystorp (1637–1669), Barbro Falkenberg af Trystorp (1638–1661), Catharina Falkenberg af Trystorp (1640–1716) som var gift med landshövdingen Leonard Ribbing af Zernava, studenten Conrad Axel Falkenberg af Trystorp (1641–1668), Brita Falkenberg af Trystorp (1642–1662), landshövdingen Carl Falkenberg af Trystorp (1644–1697), Gabriel Falkenberg af Sandemar (1646–1714) och Beata Elisabet Falkenberg af Trystorp (1649–1689) som var gift med kammarherren Carl Sparre.